# Bielino (gmina)
Bielino (od 1973 Borowiczki) – dawna gmina wiejska istniejąca do 1954 roku w województwie warszawskim. Nazwa gminy pochodzi od wsi Bielino, lecz siedzibą władz gminy była Ośnica (od 1981 w granicach Płocka).
W okresie międzywojennym gmina Bielino należała do powiatu płockiego w województwie warszawskim. Po wojnie gmina zachowała przynależność administracyjną. Według stanu z 1 lipca 1952 roku gmina składała się z 12 gromad.
12 sierpnia 1953 roku część obszaru gminy Bielino (część gromady Ośnica) włączono do Płocka. Gminę zniesiono 29 września 1954 roku wraz z reformą wprowadzającą gromady w miejsce gmin. Jednostki nie przywrócono 1 stycznia 1973 roku po reaktywowaniu gmin, utworzono natomiast jej terytorialny odpowiednik, gminę Borowiczki.
W latach 1927–39 wójtem gminy Bielino był dziennikarz i felietonista Wawrzyniec Sikora.